# Joseph Gardner
Joseph Gardner (* 1752 im Honey Brook Township, Province of Pennsylvania; † 1794 in Elkton, Maryland) war ein US-amerikanischer Politiker, der als Delegierter aus Pennsylvania am Kontinentalkongress teilnahm.
Joseph Gardner kam 1752 im heutigen Chester County
im Südosten Pennsylvanias zur Welt; sein Geburtsdatum ist nicht überliefert. Er studierte als junger Mann Medizin und begann dann auch als Arzt zu praktizieren. Nach Ausbruch der amerikanischen Revolution stellte er 1776 eine Freiwilligenkompanie für die Kontinentalarmee zusammen. Später kommandierte er das vierte Miliz-Bataillon aus dem Chester County. Von 1776 bis 1778 war er Mitglied in einem lokalen Committee of Safety; diese Ausschüsse übernahmen zu Beginn der Revolution vielerorts die Aufgaben einer provisorischen Regierung.
Zwischen 1776 und 1778 gehörte Gardner dem Repräsentantenhaus von Pennsylvania an. Im Jahr 1779 wirkte er im Regierungsrat seines Staates (Supreme Executive Council) mit. Von 1784 bis 1785 nahm er dann sein Mandat als Delegierter zum Kontinentalkongress wahr, der in dieser Zeit in Annapolis, Trenton und New York tagte. Danach konzentrierte er sich wieder auf seine Tätigkeit als Arzt, der er von 1785 bis 1792 in Philadelphia sowie bis zu seinem Tod im Jahr 1794 in Elkton nachging.